# Ciclina J
La ciclina J es una proteína, miembro de la familia de las ciclinas, codificada en los humanos por el gen CCNJ.